# تيساوا
تيساوا (بالفرنسية: Tessaoua)‏ هي بلدية في النيجر، تقع في تيساوا، وهي عاصمتها، بلغ عدد سكانها 166,682 نسمة.

## المناخ
يظهر الجدول التالي التغييرات المناخية على مدار السنة لتيساوا:
| البيانات المناخية لـتيساوا        | البيانات المناخية لـتيساوا | البيانات المناخية لـتيساوا | البيانات المناخية لـتيساوا | البيانات المناخية لـتيساوا | البيانات المناخية لـتيساوا | البيانات المناخية لـتيساوا | البيانات المناخية لـتيساوا | البيانات المناخية لـتيساوا | البيانات المناخية لـتيساوا | البيانات المناخية لـتيساوا | البيانات المناخية لـتيساوا | البيانات المناخية لـتيساوا | البيانات المناخية لـتيساوا |
| الشهر                             | يناير                      | فبراير                     | مارس                       | أبريل                      | مايو                       | يونيو                      | يوليو                      | أغسطس                      | سبتمبر                     | أكتوبر                     | نوفمبر                     | ديسمبر                     | المعدل السنوي              |
| --------------------------------- | -------------------------- | -------------------------- | -------------------------- | -------------------------- | -------------------------- | -------------------------- | -------------------------- | -------------------------- | -------------------------- | -------------------------- | -------------------------- | -------------------------- | -------------------------- |
| متوسط درجة الحرارة الكبرى °م (°ف) | 31.0 (87.8)                | 33.9 (93.0)                | 37.5 (99.5)                | 39.7 (103.5)               | 39.3 (102.7)               | 37.2 (99.0)                | 33.2 (91.8)                | 31.5 (88.7)                | 33.5 (92.3)                | 36.3 (97.3)                | 34.7 (94.5)                | 31.3 (88.3)                | 34.9 (94.9)                |
| المتوسط اليومي °م (°ف)            | 22.6 (72.7)                | 25.1 (77.2)                | 29.1 (84.4)                | 31.8 (89.2)                | 32.3 (90.1)                | 30.9 (87.6)                | 27.9 (82.2)                | 26.5 (79.7)                | 27.7 (81.9)                | 28.6 (83.5)                | 26.2 (79.2)                | 22.8 (73.0)                | 27.6 (81.7)                |
| متوسط درجة الحرارة الصغرى °م (°ف) | 14.2 (57.6)                | 16.3 (61.3)                | 20.7 (69.3)                | 24.4 (75.9)                | 25.4 (77.7)                | 24.7 (76.5)                | 22.6 (72.7)                | 21.6 (70.9)                | 21.9 (71.4)                | 21.0 (69.8)                | 17.7 (63.9)                | 14.4 (57.9)                | 20.4 (68.7)                |
| معدل هطول الأمطار مم (إنش)        | 0 (0)                      | 0 (0)                      | 0 (0)                      | 3 (0.1)                    | 12 (0.5)                   | 41 (1.6)                   | 112 (4.4)                  | 154 (6.1)                  | 54 (2.1)                   | 6 (0.2)                    | 0 (0)                      | 0 (0)                      | 382 (15)                   |
| المصدر: Climate-Data.org          |                            |                            |                            |                            |                            |                            |                            |                            |                            |                            |                            |                            |                            |

## مدن توأم
المدن التوأم:
- كونفلانز -سانت -هونورين.